# ヨーゼフ・H・ノイマン

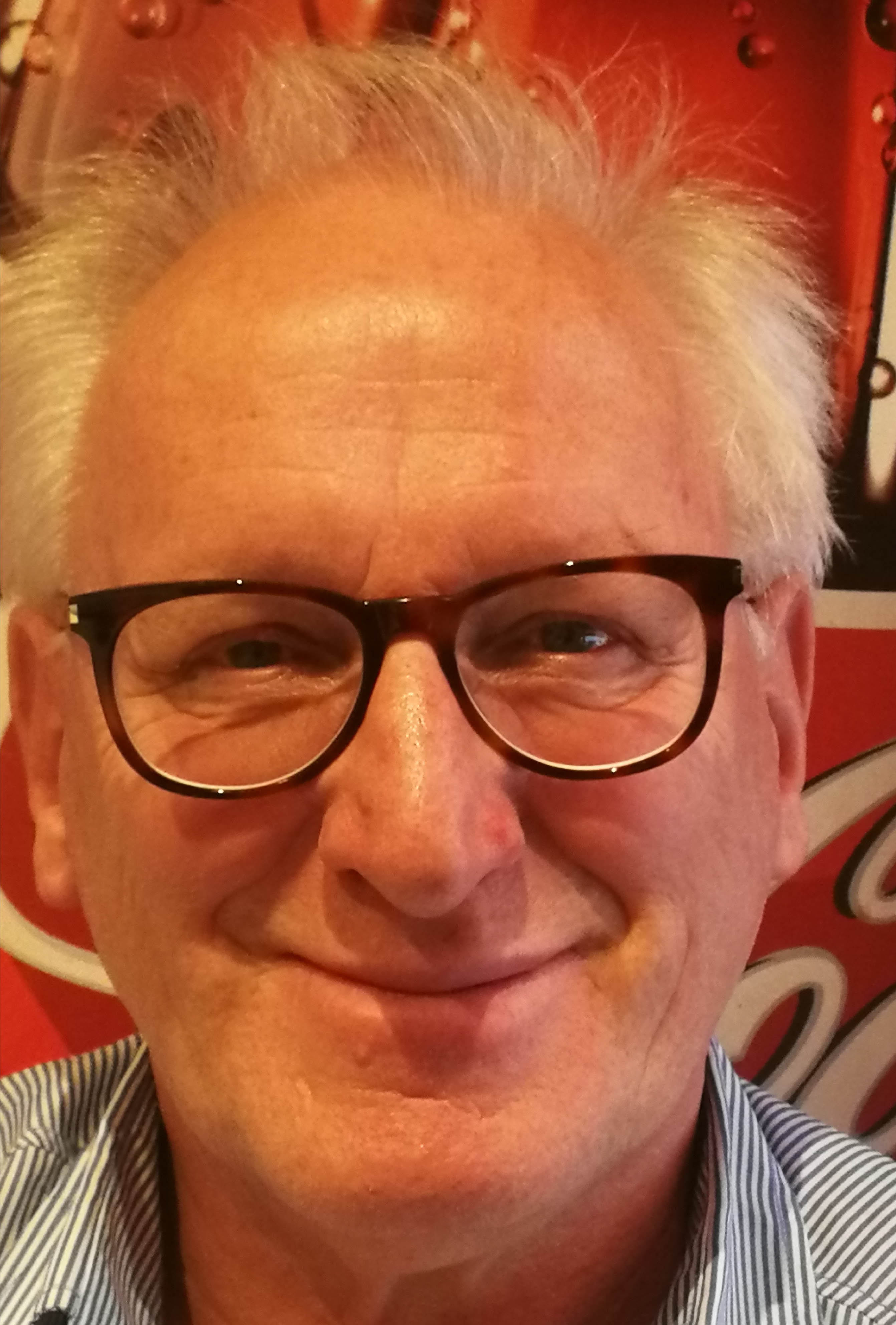
ヨーゼフ・H・ノイマン

ヨーゼフ・H・ノイマン（ドイツ語: Josef H. Neumann、1953年5月27日 -  ）ドイツ、ライネ出身の写真家、メディアデザイナー、フォトアーティスト、フォトジャーナリスト、美術史家。1974年に抽象写真の作成の写真技法ケモグラムを発明した。

## 経歴
1967年から1970年まで出身地であるヴェストファーレンのライネで写真家グスタフ・ヴェニングに師事する。1974年から1986年までドルトムント応用科学大学で 視覚コミュニケーションを学び、1979年からミュンスターのヴェストファーレン・ヴィルヘルム大学でジャーナリズム、哲学、美術史の学位を取得した。
1979年からドルトムント応用科学大学で写真デザインとソーシャルワークの部門で教職に就いた。以後､コンピューターサイエンス学部で20年間、電子メディアを使用したデザインの講義を行った。
1986年から、ドイツ、オーストリア、フランス、スイスのさまざまな出版社の写真を撮影した。特にCJ Bucher Verlag （ミュンヘン）のために、ロシアのパノラマカメラHorizonを頻繁に使用した。そこで、『パリ』『ウィーン』『スイス』『ミュンヘン』『ドイツ』『トスカーナ』『シチリア』など多くのパノラマ絵本が出版された。 
彼の絵本『ドイツ』は、1987年と1990年に2回、コダック・フォトブック賞を受賞した。さらに、ドイツ大統領ヴァイツァッカーによって序文が提供され、4万部以上の印刷物で数年間にわたって連邦政府により世界中に配布された。
1986年から1987年まで、ドルトムント応用科学大学のデザイン部門で教授の地位にあったノイマンは、ハラルド・マンテとともに、1986年から1988年までのVerlag Photographie（シャフハウゼン）での映画の創造的使用と レンズの創造的使用に関する2つの標準的な作品を書いている。
1993年、ケルン応用科学大学で写真工学の分野で教えた。
1994年に日本カメラ社旭光学工業合資株式会社（ペンタックス）の創立75周年を記念して､ノイマンのカメラの新しい世代の集中的かつ創造的な調査についての著書『ズームコンパクト創造』が出版された｡
ドルトムントの居住地で、ゲルハルト・P・ミュラーと共同で撮影した教会の宝物に関する2冊の大規模な絵本の『ルーファス』を1987年と1999年に出版した。
ノイマンの画像アーカイブは、2003年8月以来、ドイツのハンブルクに拠点を置く完全デジタル画像代理店bildkontor.comによって管理されている。
ポルトガル（アルガルヴェ）で2003年から写真とビデオの分野で芸術的に活動している。
2004年6月からハンブルクのpostalo.de社と協力して、ノイマンの写真作品を使用して、実際のハガキを送信するためのハガキポータルのインターネット販売を始めた。
2012年1月、彼はアルゼンチンのアーティスト、バージニアノヴァリンと共にドルトムントのユニオン地区にスタジオINICIO.deをオープンした。
ノイマンはフリーランスのフォトデザイナーとして、印刷および動画像メディアを使用した画像および製品広告の分野で制作を行っている。 また、民間企業の国家機関に加えて、写真学の分野でも定期的に講師として働いている。
1986年からドイツ写真協会（DGPh）の会員となった。
COLOR FOTO 、Foto、 Foto Hits 、 Fotoheft 、 Fotomagazin 、 MINOLTA Mirror 、 NIKON News 、 PHOTO 、 Photographie 、 Photo Revue 、 Professional Camera 、 ProfiFotoなど、ドイツのすべての主要な写真雑誌で取り上げられており、ドイツ語での多数の写真を寄稿しヨーロッパで出版した。
1981年から1996年までデュッセルドルフとチューリッヒの都市の写真部門のメンバーだった。
1990年から1992年まで、雑誌Fotoheftの編集長を務めた。 

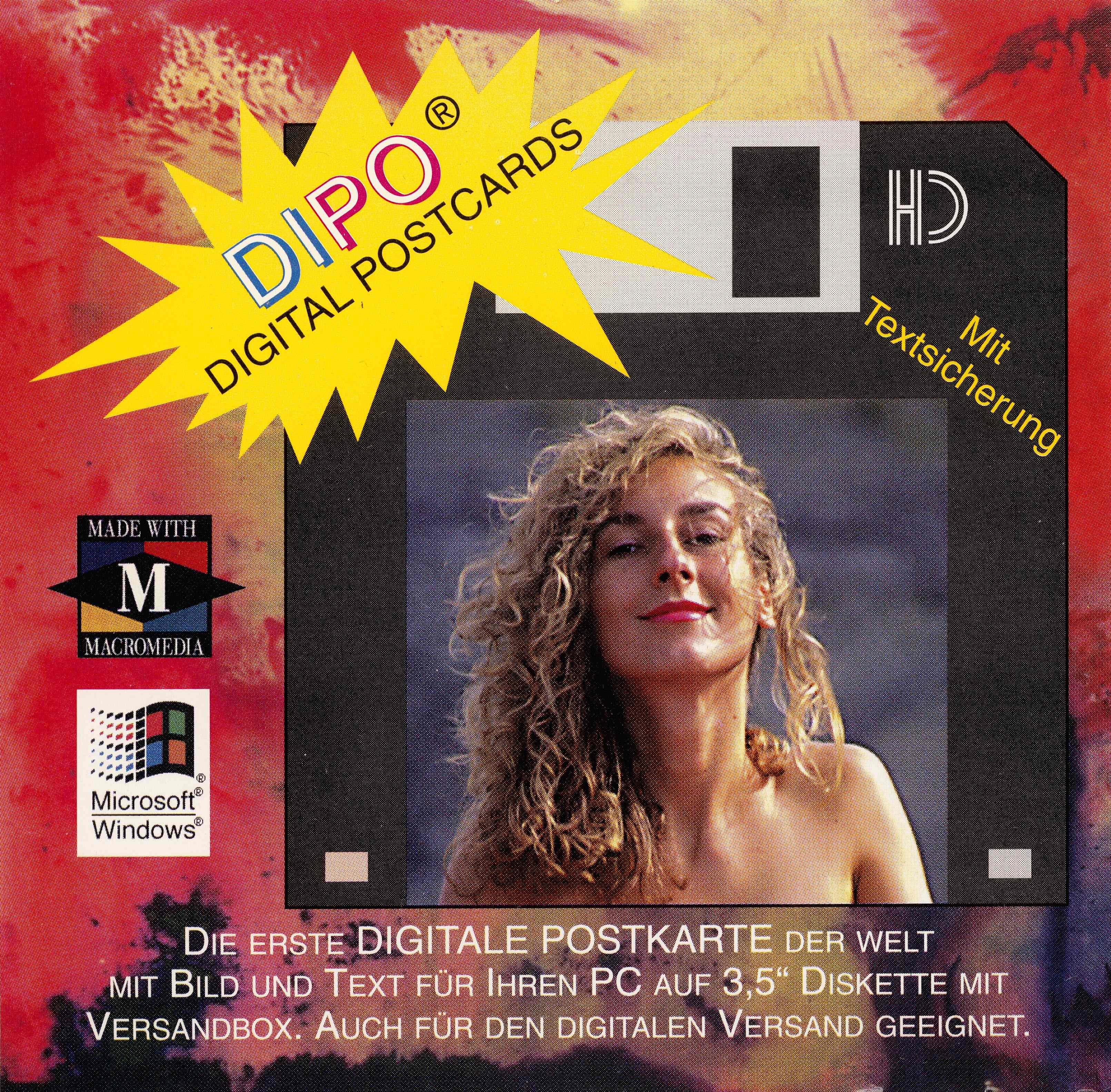
DIPOデジタルはがき（1993）

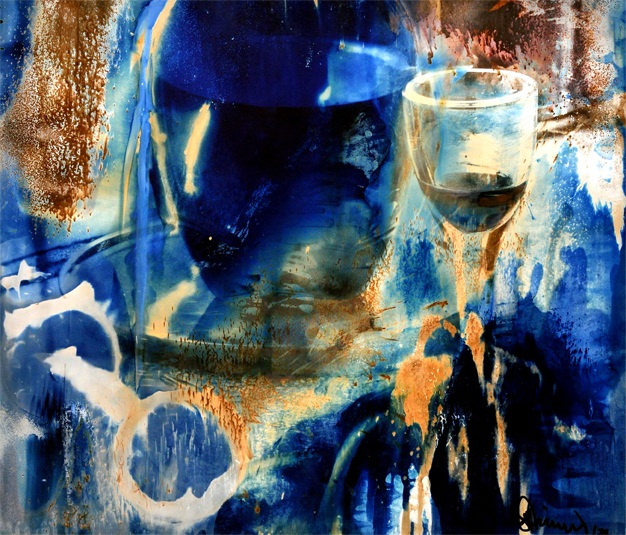
ケモグラム：グスタフI（1976）

1974年の変換は、実験開発にあったChemigrammenに化学グラム編集を続ける化学物質に加えて、同じプロセス内の基礎として、ワークプロセス写真用紙上に第一の光学画像と、次に黒白写真紙時れるノイマン短時間einbelichteteで行われた  。
この芸術的創造の継続において、1976年に始まったノイマンは、4色分解のスクリーン印刷を使用して「食用写真プリント」を作成する最初の成功したテスト試行で実験し、用語をエンボスした。
Fotomedia社が設立され、1992年末にドルトムントでマルチメディアプロジェクトの電子画像処理に焦点を当てた研究が行われた。
DIPO DIGITALPOSTCARD®は、1992年から1996年にかけて、マルチメディアのスペシャリストであるFridtjof Waltherとともに、この非常に集中的な研究から生まれた。 1996年DPMAでの開発、商標登録、および3.5インチディスクで編集可能な世界初のデジタルはがきのマーケティング
1976年に「食用写真プリント」の作成に関する研究が開始された。これは、ピエゾ印刷技術と食用色を使用して行われた 。1998年の予備的な結論。

## 作品など
絵本 （セレクション）
- シチリア島。 CJ Bucher Verlag、ルツェルン/ミュンヘン2001、 ISBN 978-3-7658-1298-9
- ウィーン。 CJ Bucher Verlag、ルツェルン/ミュンヘン1989、 ISBN 978-3-7658-0644-5
- ミュンヘン。 CJ Bucher Verlag、ルツェルン/ミュンヘン1987、 ISBN 978-3-7658-0519-6
- 樹脂。 CJ Bucher Verlag、ルツェルン/ミュンヘン1986、 ISBN 978-3-7658-0468-7
- ドイツ。 CJ Bucher Verlag、ルツェルン/ミュンヘン1986、 ISBN 978-3-7658-0660-5 1987年と1990年に「コダック写真集賞」を受賞
- パリ。 CJ Bucher Verlag、ルツェルン/ミュンヘン1986、 ISBN 978-3-7658-0536-3
- スイス。 スイス。 Svizzera。 CJ Bucher Verlag、ルツェルン/ミュンヘン1986、 ISBN 978-3-7658-0579-0
- MärkischerKreisを通して喜びと気分で。 Ludenscheid 2001、 ISBN 978-3-88363-221-6
- ドルトムントの村の教会。 （共著者Dore Boleg-Vieweg、GerhardP.Müller）、Verlag Ruhfus Dortmund 1998 ISBN 978-3-7932-5032-6
- トスカーナ。 （共著者ゲルハルト・P.ミュラー、アクセルM.モスラー、マーティン・トーマス）CJブッチャーVerlag社、ルツェルン/ミュンヘン1986、 ISBN 978-3-7658-1253-8
- 中世のドルトムント教会。 （共著者Wolfgang Rinke、GerhardP.Müller）、Verlag Ruhfus Dortmund 1986 ISBN 978-3-7932-5031-9
- ドルトムントの写真と考え。 （共著者Jutta Ohrmann、Dieter Menne、GerhardP.Müller）、Verlag Ruhfus Dortmund 1986 ISBN 978-3-7932-4131-7

教科書
- ズームコンパクトクリエイティブ。 Verlag Photographie、シャフハウゼン1994、 ISBN 978-3-7231-0040-0
- フィルムを創造的に使用します。 （共著者Harald Mante）、Verlag Photographie、シャフハウゼン1988、 ISBN 978-3-7231-7600-9
- レンズを創造的に使用します。 （共著者Harald Mante）、Verlag Photographie、シャフハウゼン1986、 ISBN 978-3-7231-6400-6

個展 （セレクション）
- 2018 ケモグラム-ヨーゼフ・H・ノイマン 、 現代美術館、ブカラマンガ（コロンビア）
- 1989 パリ-ニッコールクラブパノラマギャラリー、グラドベック
- 1989 「ブローアップ」カラーレーザーコピー 、カフェアインシュタイン、ドルトムント
- 1979 「風景と人物」ギャラリースタジオフロイント/ゾンマー、イーザーローン
- 1978 ケラホルツギャラリー 、レーダヴィーデンブリュックでのケモグラム
- 1978年スティーグマンのケモグラム/ジークブルク・パッツェルト・ギャラリー
- ウェンドランドギャラリーでの 1977 ケモグラム。 6月 、シュットルフ
- 1976 ケモグラムと写真オブジェクト 、Stadtsparkasse Rheine
- 1976 Chemograms Photographic Studio Galleryパン・ヴァルター教授 、ミュンスター

展示会への参加 （選択）
- 2017 Insights Torhaus Rombergpark、ドルトムント
- 2016 Insights Torhaus Rombergpark、ドルトムント
- ドルトムント、ベルソードタッレ、ドルトムントの2015年グラフィック
- 2012 「Atelier Inicio 」ドルトムント 、ヴァージニア・ノヴァリン、ドローイングおよびケモグラム、ドルトムント
- 1986 ミュンヘン市立博物館
- 1985 クアハウスフュッセンアート展アムネスティインターナショナル
- 1978 Landesbildstelleブレーメン 、ハラルドマンテと学生
- 1978 バーデンヴュルテンベルク州の写真代理店 、シュトゥットガルト
- 1978年高等グラフィック教育研究機関ウィーン
- 1978 Photo-Expo-Metro 、展覧会、パリ
- 1978 フォルクヴァング美術館エッセン 、オットー・シュタイナート賞「図と風景」
- 1978 フォトキナケルン：ドイツ写真協会

受賞
- 2016ドルトムントのアート購入都市（ケモグラム、印刷、 アレンテージョ、ポルトガル ）
- 2015アート購入都市ドルトムント（ケモグラム、 Phoenix IおよびPhoenix IIの印刷）

- 2000 EPXO 2000ハノーバー。 ドイツ代表団のブースで、数々の賞を受賞したパノラマ作品「ドイツ」の存在と資格。

- 1990年ドイツのコダック写真集賞。
- 1988年映画のクリエイティブな使用に対するコダックフォトブック賞。 （共著者Harald Mante）
- 1987年ドイツのタイトルのコダックフォトブック賞。
- 1981/82 NIKON-Contest International 2。 プライス、デュッセルドルフ
- 1979 Newcomer Awardプロフェッショナルカメラ2。 プライス、ミュンヘン
- 1978オットー・シュタイナート賞佳作「図と風景」、フォルクヴァンク美術館エッセン
- 1978フォトエクスポメトロコンカーソ佳作パリ
- 1978フォトキナケルン：ドイツ写真協会
- 1977/78 NIKON-Contest International 3。 プライス、デュッセルドルフ